# Жермон
Жермон (фр. Germont) насеље је и општина у североисточној Француској у региону Шампањ-Арден, у департману Ардени која припада префектури Вузје.
По подацима из 2011. године у општини је живело 46 становника, а густина насељености је износила 9,64 становника/km². Општина се простире на површини од 4,77 km². Налази се на средњој надморској висини од 180 метара.

## Демографија
| 1962. | 1968. | 1975. | 1982. | 1990. | 1999. | 2011. |
| ----- | ----- | ----- | ----- | ----- | ----- | ----- |
| 50    | 61    | 51    | 52    | 51    | 35    | 46    |

График промене броја становника у току последњих година